# 华南马鞍树
华南马鞍树（学名：Maackia australis）为豆科马鞍树属下的一个种。

## 扩展阅读
- 維基物種上的相關：华南马鞍树